# 布里格斯山
77°49′S 163°0′E / 77.817°S 163.000°E
布里格斯山（英語：Briggs Hill）是南極洲的山峰，座標77°49′S 163°0′E，位於維多利亞地的斯科特海岸，處於迪森特冰川和歐弗夫洛冰川之間，海拔高度1,210米（3,970英尺），由英國探險隊繪入地圖。